# Francia Raisa
Francia Raisa Almendarez (* 26. července 1988, Los Angeles, Kalifornie, Spojené státy americké) je americká herečka. Nejvíce se proslavila rolemi ve filmu Bravo Girls: Všechno nebo nic a v seriálech Tajný život amerických teenagerů a Grown-ish.

## Životopis
Francia se narodila a byla vychována v Los Angeles v Kalifornii. Jejími rodiči jsou Renan Almendarez Coello a Virginia Almandarez. Má dvě mladší sestry Italiu a Irlandu. Má honduraské a mexické předky. Navštěvovala Bishop Alemany střední, kde patřila k roztleskávačkám. Od pěti let navštěvovala hodiny stepu, jazzu, akrobacie, hip hopu, polynejského tance, karate a krasobruslení.

## Kariéra
S herectvím, modelingem a točením reklam začala ve druhém ročníku na střední škole Objevila se v televizních seriálech American Family: Journey of Dreams a Tam někde, Shredderman vítězí.
V roce 2006 získala jednu z hlavních rolí ve filmu Bravo Girls: Všechno nebo nic, po boku Hayden Panettiere. V roce 2008 získala roli ve filmu Ledové ostří 3: Splněný sen. Ten samý rok získala hlavní roli Adrian Lee v seriálu stanice ABC Family Tajný život amerických teenagerů.
V roce 2009 se objevila v televizním seriálu In Plain Sight a znovu si zahrála roli Alejandry Delgado v Ledové ostří 4: Oheň a led. Zahrála si v krátkém filmu režírovaném Davidem Henrie nazvaným Boo, který byl uveřejněn na YouTube.
Objevila se ve videoklipu popového dua Savvy & Mandy a také získala hostující roli v seriálu Degrassi: Next Generation.
V roce 2013 si zahrála ve vánočním filmu Vánoční lov. V roce 2018 začala hrát jednu z hlavních rolí v seriálu stanice Freeform Grown-ish. Ve stejném roce si také zahrála ve filmu Life-Size 2, po boku Tyry Banks.

## Filmografie

### Film
| Rok  | Název                         | Role             | Poznámky |
| ---- | ----------------------------- | ---------------- | -------- |
| 2006 | Bravo Girls: Všechno nebo nic | Leti             |          |
| 2009 | Loudilové                     | Marly            |          |
| 2010 | Bulletface                    | Maria            |          |
| 2013 | Chasity Bites                 | Katharine Garcia |          |
| 2018 | Beyond Paradise               | Shahrzad         |          |

### Televize
| Rok       | Název                              | Role                     | Poznámky                         |
| --------- | ---------------------------------- | ------------------------ | -------------------------------- |
| 2004      | American Family: Journey of Dreams | Karina                   |                                  |
| 2005      | Tam někde                          | Sawa                     | díl: „The Prisoner“              |
| 2007      | Shredderman vítězí                 | Isabel                   | TV film                          |
| 2008      | Ledové ostří 3: Splněný sen        | Alejandra "Alex" Delgado | TV film                          |
| 2008–2013 | Tajný život amerických teenagerů   | Adrian Lee               | Hlavní role, 121 dílů            |
| 2009      | Ochrana svědků                     | Olivia Morales           | díl: „Jailbait“                  |
| 2010      | Ledové ostří 4: Oheň a led         | Alejandra "Alex" Delgado | TV film                          |
| 2012      | Kriminálka Las Vegas               | Erin Vickler             | díl: „Trendy, trendy, trendičky“ |
| 2013      | Company Town                       | Grace                    | TV film                          |
| 2013      | Massholes                          | Samu sebe                | díl: „Catfish and Coldcuts“      |
| 2013      | Vánoční lov                        | Tory Bell                | TV film                          |
| 2013      | A Snow Globe Christmas             | Penny                    | TV film                          |
| 2013      | The Mindy Projects                 | Katie                    | díl: „Frat Party“                |
| 2016      | The Wrong Car                      | Gretchen                 | TV film                          |
| 2016      | Hit the Floor                      | Rennae                   | 2 díly                           |
| 2017      | Drazí běloši                       | Vanessa                  | 2 díly                           |
| 2017      | Tiny House of Terror               | Sam                      | TV film                          |
| 2017      | Once Upon a Date                   | Izzy Flores              | TV film                          |
| 2018      | Black-ish                          | Ana                      | díl: „Don't You Be My Neighbor“  |
| 2018–2024 | Grown-ish                          | Ana Torres               | hlavní role                      |
| 2018      | Life-Size 2                        | Grace                    | TV film                          |
| 2022–2023 | How I Met Your Father              | Valentina                | hlavní role                      |

### Hudební videa
| Rok  | Název skladby | Umělec                 | Poznámky |
| ---- | ------------- | ---------------------- | -------- |
| 2010 | „So Big“      | Iyaz                   |          |
| 2015 | „Gibberish“   | MAX feat. Hoodie Allen |          |

## Ocenění a nominace
| Rok  | Ocenění             | Kategorie                                                       | Práce                            | Výsledek  |
| ---- | ------------------- | --------------------------------------------------------------- | -------------------------------- | --------- |
| 2011 | ALMA Awards         | Nejoblíbenější televizní herečka v hlavní roli – dramaDrama     | Tajný život amerických teenagerů | nominace  |
| 2011 | Gracie Allen Awards | Stoupající hvězda v dramatickém seriálu nebo speciálu (herečka) | Tajný život amerických teenagerů | vítězství |
| 2012 | Teen Choice Awards  | Zlodějka scén                                                   | Tajný život amerických teenagerů | nominace  |
| 2012 | Imagen Awards       | Nejlepší mladá herečka v televizním seriálu                     | Tajný život amerických teenagerů | nominace  |
| 2016 | Imagen Awards       | Nejlepší herečka ve filmu                                       | Beyond Paradise                  | nominace  |
| 2018 | Imagen Awards       | Nejlepší ženský herecký výkon ve vedlejší roli – televize       | Grown-ish                        | nominace  |